# Батлейка (Белорусский кукольный театр)

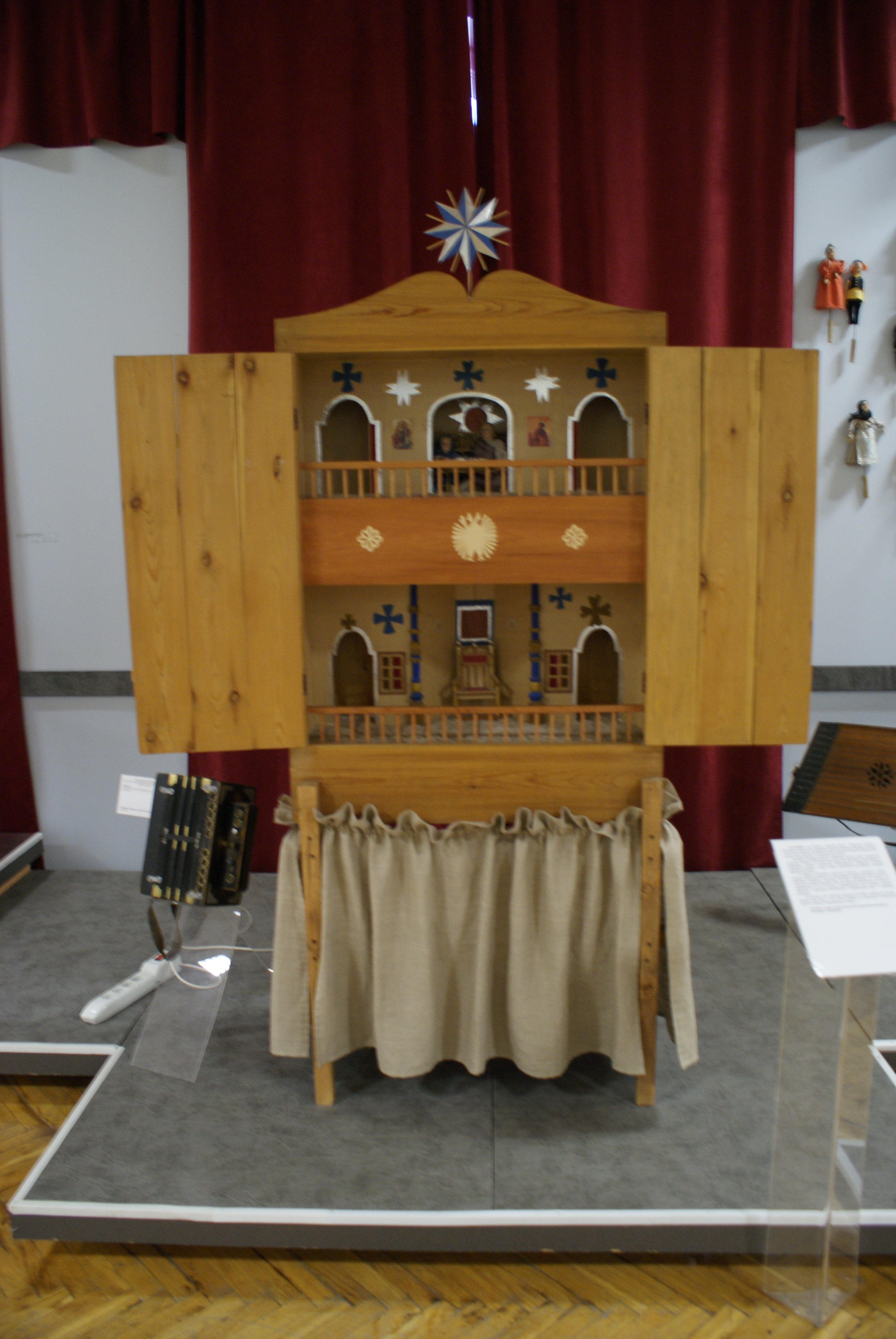
Батлейка в Национальном историческом музее Республики Беларусь

Батлейка, также бетбатлейка, батлеемка, бетлейка, батляемка, вертеп, остмейка, жлоб (бел. батлейка, батлеэмка, бетлейка, батляемка, вяртэп, остмэйка, жлоб) — белорусский народный театр кукол на религиозную (библейскую) и бытовую тематику, получивший распространение в Белоруссии с начала XVI века и проходящий этап возрождения в форме национального детского и рождественского театра в наше время.

## Этимология
Термин «батлейка» происходит от пол. Betleem— названия г. Вифлеема.

## История
Народный кукольный театр пришел в Белоруссию с Украины (см. Вертеп) и Польши. Возникновение театра кукол в Белоруссии было связано с рождественскими праздниками (отсюда и название, Вифлеем — место рождения Христа). Распространению батлейки способствовали странствующие семинаристы (бурсаки), в том числе и из Киево-Могилянской академии, что внесло в репертуар батлейки сюжеты школьного театра (светского).
Если сначала вся тематика батлейки была исключительно библейской, то постепенно, становясь достоянием народа в широких массах (мещане и крестьянство), в частности в период XVII—XVIII веков активно начинают появляться народно-комедийные светские постановки.
Считается, что с развитием и становлением профессионального театра в Белоруссии, батлейка уступила популярность последнему. Батлейки с их представлениями продолжали существовать вплоть до первых десятилетий XX века.

## Описание и репертуар батлейки

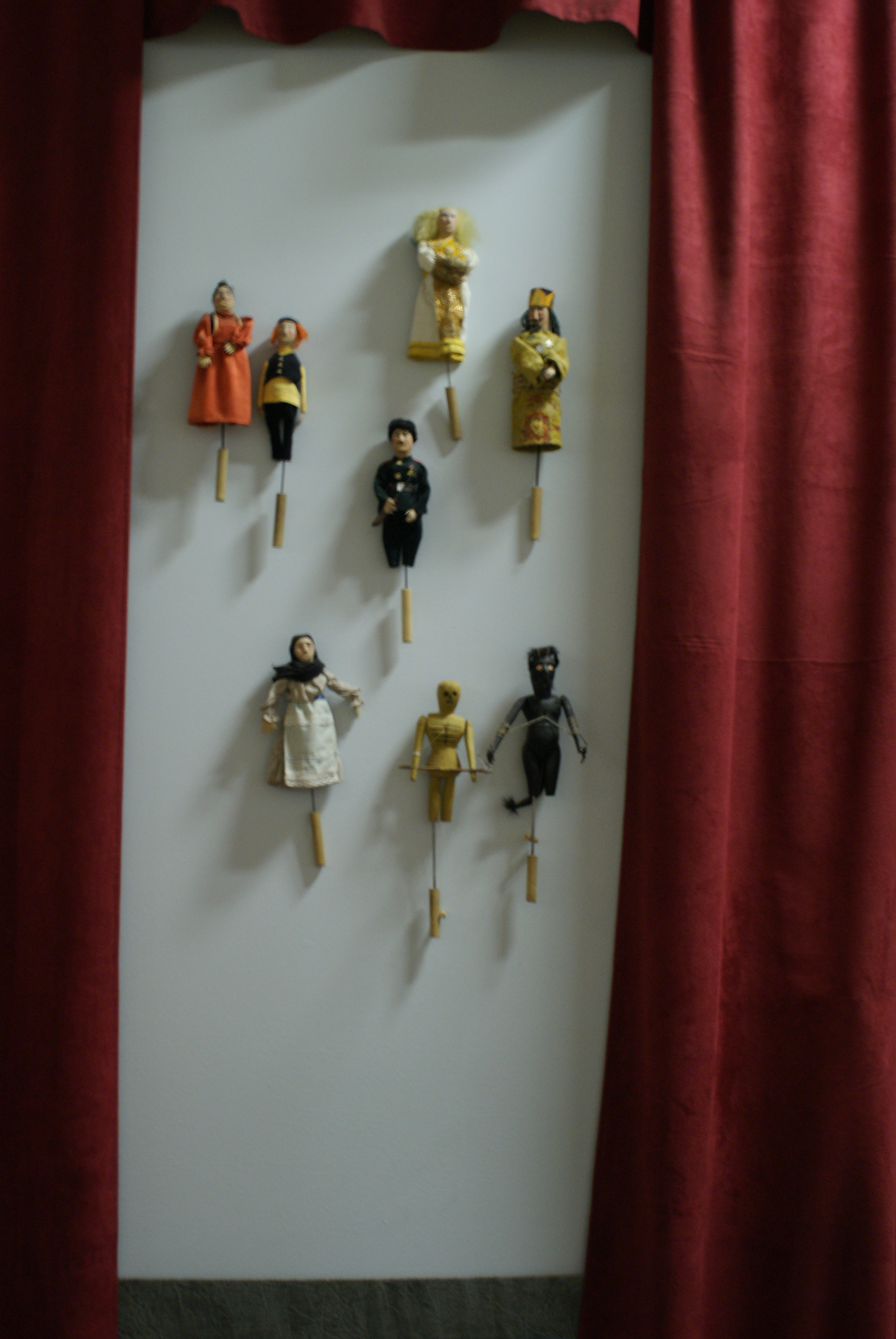
Куклы батлейки в национальном историческом музее Республики Беларусь.

Сценой для спектаклей батлейки, как и в украинском вертепе, служит двухъярусный шкафчик (который тоже называется батлейка), имеющий внешнее подобие церкви или домика. Такой шкафчик-ящик украшается цветной тканью и бумагой, фигурками из палочек или соломы. Спектакли устраиваются как в верхней его части (ярусе), так и нижней. Кукольники—батлейщики управляют деревянными куклами на стержнях из проемов в полу.
Спектакли батлейки бывают и масштабными — с участием до 40 персонажей.
Всего известно несколько типов белорусской батлейки, среди которых особые места занимают батлейки устроенные по образцу театра теней (распространены в Витебске, Велиже), и батлейки с быстро меняющимися прозрачными декорациями (распространены в Докшицах, за что получили название докшицкая батлейка).
В репертуаре батлейки наряду с религиозными пьесами, такими как «Царь Ирод», народной драмой «Царь Максимильян» входят также жанровые сценки «Матвей да лекарь», «Антон по сказке да Антониха», Берка-трактирщик", «Цыган да цыганка», «Ванька малый», «Паныч» и другие. Эти, основанные на белорусском фольклоре представления, были насыщенные сатирой, часто высмеивали не только пороки человеческого характера, но и господствующие классы населения страны.
Белорусская батлейка — это и вид национального искусства, и форма развлечения и препровождения досуга, и попытка выражения с помощью социальной сатиры протестных настроений населения.

## Сюжеты

### Рождественский
Царь Ирод, узнав от волхвов, что родился Христос, и считая его претендентом на престол, решает убить его. Ирод приказывает воину убить в Вифлееме всех младенцев «от двух лет и ниже»; воин выполняет приказ, но «одна старая баба Рахиль не отдает своего ребёнка». Разъяренный Ирод приказывает убить младенца Рахили. За преступления Ирод платится жизнью: смерть отсекает ему голову, а черти тащат его труп в ад. Добро побеждает.

### Социально-бытовая сатира
Вторая часть действия обычно была на повседневные темы, на юге России, в Белоруссии и на Украине сюжет напоминал новогодний обряд «Вождение козы». В Белоруссии главными персонажами были: цыгане, воин на коне, пастушок Антипушка. Вторая часть отличалась в зависимости от местности, где разыгрывается спектакль и от находчивости батлейщика.

## Батлейка в современной Белоруссии
Учитывая религиозную составляющую батлейки, в СССР, собственно в БССР этот вид народного искусства не культивировался, вследствие непринятия религии как социальной составляющей жизни советского человека.
Во время строительства здания Белорусского государственного академического музыкального театра в Минске в 1981 году с тыльной стороны здания в парке было установлено декоративную бронзовую скульптурную композицию «Батлейка», где отображены традиционные персонажи старинного театра кукол белорусов, Композиция выполненная в народной гротескной манере (близкой к примитивизму). Автор композиции, скульптор Л. Б. Зильбер вспоминал спустя годы о влиянии цензуры и руководителей тогдашней БССР на его творчество во время работы над скульптурой «Батлейка».
С началом перестройки в СССР, в конце 1980 годов, началось постепенное обращение к национальным традициям, в том числе и к традициям белорусского вертепа-батлейки. Так, в 1989 году Галина Жаровина в поселке Мир Гродненской области создала музей и театр-студию «Батлейка». Вместе со своими учениками она поставила спектакли «Царь Ирод», «Анна Радзивилл» и другие. Были проведенные как тщательные исследования и восстановления навыков изготовления вертепа и отдельных его кукол, деталей, так и собственно организации и осуществления в рождественские праздники действ батлейки по всей стране. Сейчас, в Белоруссии народный кукольный театр батлейка стал чем-то вроде национального символа.

## Галерея

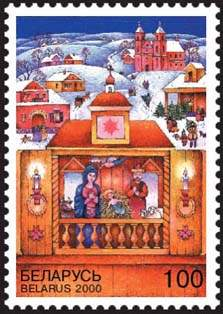
Изображение батлейки на марке.
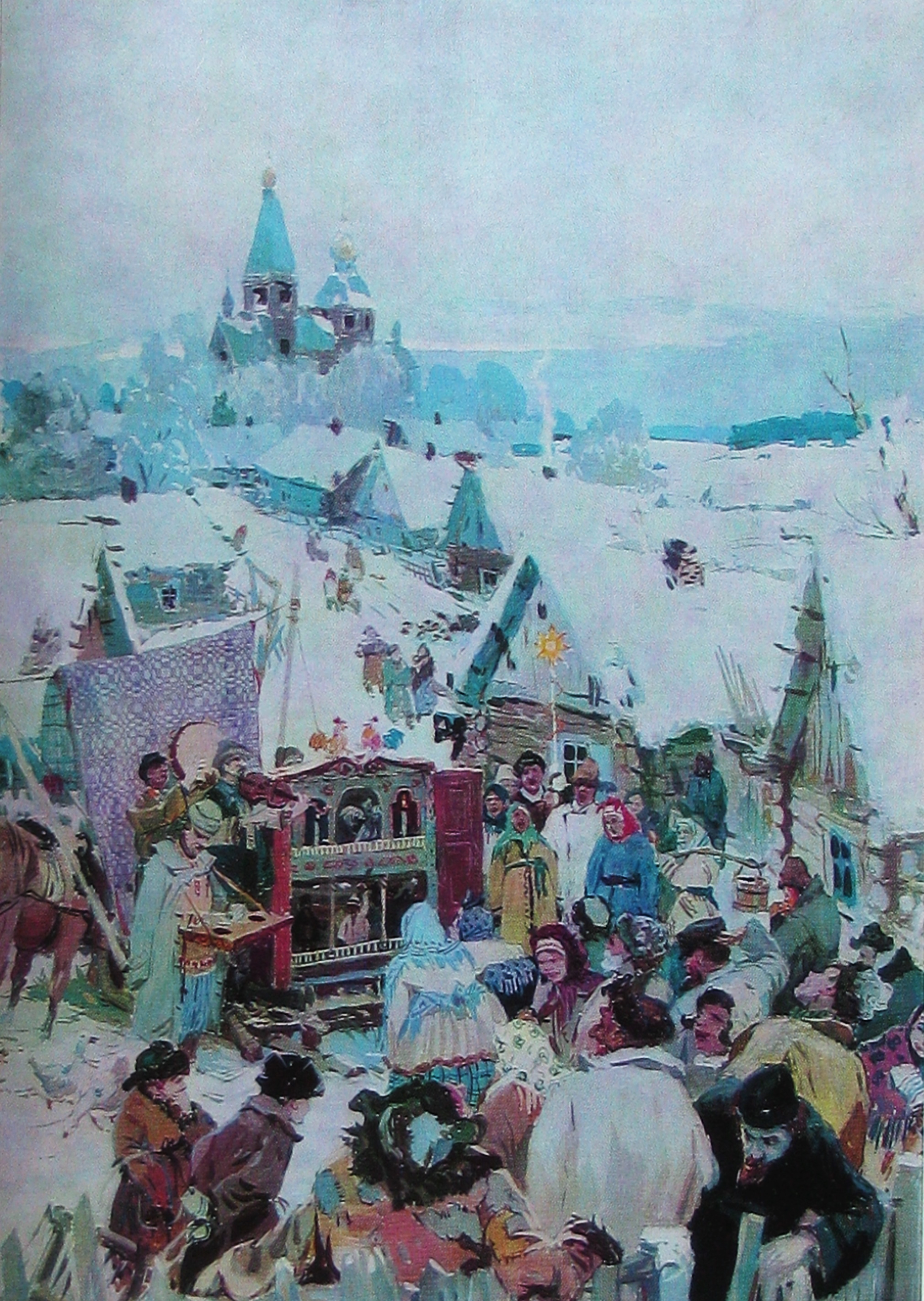
Михаил Блишч. Белорусский театр батлейка.